# Wang Huaiqing
 (septembre 2013).
Wang Huaiqing (王怀庆) ou Huai  est un peintre de natures mortes chinois du XXe siècle, né en 1944 à Pékin.

## Biographie
Wang Huaiqing vient d'une famille d'artistes.

C'est très jeune, alors qu'il n'a que onze ans, qu'il entre à l'école préparatoire des Beaux-Arts puis, de 1963 à 1966, travaille sous la direction de Wu Guanzhong à l'École des Arts Appliqués.

En 1982, il participe à Paris, au Salon de mai. Il figure à l'exposition itinérante La Peinture Chinoise Contemporaine du Peuple de la République de Chine en 1987.

Il remporte la médaille d'or à l'Exposition Nationale de Peinture à l'Huile de Pékin en 1991.

Sur des fonds abstraits, dont la matière est travaillée, il peint des objets dont il agrandit les proportions.